# Primeira Divisão 1957-58
La Primeira Divisão 1957/58 fue la 24.ª edición de la máxima categoría de fútbol en Portugal. Sporting de Portugal ganó su 10° título.

## Tabla de posiciones
| Pos. | Equipo                   | Pts. | PJ | G  | E | P  | GF | GC | Dif. | Clasificación                                |
| ---- | ------------------------ | ---- | -- | -- | - | -- | -- | -- | ---- | -------------------------------------------- |
| 1    | Sporting de Portugal (C) | 43   | 26 | 19 | 5 | 2  | 79 | 21 | +58  | Clasificado a la Copa de Campeones de Europa |
| 2    | Porto                    | 43   | 26 | 21 | 1 | 4  | 64 | 25 | +39  |                                              |
| 3    | Benfica                  | 36   | 26 | 17 | 2 | 7  | 59 | 23 | +36  |                                              |
| 4    | Belenenses               | 28   | 26 | 12 | 4 | 10 | 54 | 42 | +12  |                                              |
| 5    | Braga                    | 25   | 26 | 9  | 7 | 10 | 51 | 52 | −1   |                                              |
| 6    | Lusitano                 | 24   | 26 | 10 | 4 | 12 | 37 | 36 | +1   |                                              |
| 7    | Barreirense              | 24   | 26 | 10 | 4 | 12 | 42 | 52 | −10  |                                              |
| 8    | Torreense                | 24   | 26 | 11 | 2 | 13 | 30 | 46 | −16  |                                              |
| 9    | Académica de Coimbra     | 24   | 26 | 10 | 4 | 12 | 45 | 40 | +5   |                                              |
| 10   | Caldas                   | 23   | 26 | 9  | 5 | 12 | 30 | 46 | −16  |                                              |
| 11   | Vitória Setúbal          | 22   | 26 | 9  | 4 | 13 | 37 | 59 | −22  |                                              |
| 12   | CUF Barreiro             | 19   | 26 | 8  | 3 | 15 | 40 | 59 | −19  |                                              |
| 13   | Salgueiros (D)           | 16   | 26 | 7  | 2 | 17 | 45 | 65 | −20  | Descenso a Segunda Divisão                   |
| 14   | Oriental (D)             | 13   | 26 | 4  | 5 | 17 | 21 | 68 | −47  | Descenso a Segunda Divisão                   |

 Fuente: RSSSF
|                                |
| Campeón Sporting CP 10° título |

## Resultados
| Local \ Visitante    | ACA | BAR | BEL | BEN | BRA | CAL | CUF | LUS | ORI | POR | SAL | SCP | TOR | VSE |
| -------------------- | --- | --- | --- | --- | --- | --- | --- | --- | --- | --- | --- | --- | --- | --- |
| Académica de Coimbra | —   | 4–0 | 2–2 | 0–1 | 4–4 | 1–1 | 1–0 | 0–1 | 3–1 | 0–1 | 3–1 | 0–1 | 1–0 | 6–1 |
| Barreirense          | 4–1 | —   | 2–0 | 1–2 | 3–1 | 4–1 | 1–3 | 2–2 | 2–2 | 2–1 | 3–2 | 0–1 | 4–3 | 2–1 |
| Belenenses           | 2–0 | 3–2 | —   | 2–1 | 9–3 | 0–1 | 4–0 | 0–0 | 4–0 | 1–3 | 6–2 | 3–3 | 3–2 | 3–1 |
| Benfica              | 3–1 | 3–0 | 0–1 | —   | 0–0 | 5–1 | 1–0 | 1–0 | 7–0 | 2–3 | 9–1 | 2–0 | 1–0 | 4–0 |
| Braga                | 1–3 | 2–2 | 3–2 | 0–1 | —   | 1–0 | 5–1 | 1–0 | 5–0 | 3–2 | 4–1 | 0–5 | 7–0 | 4–1 |
| Caldas               | 2–1 | 1–0 | 1–0 | 3–2 | 0–0 | —   | 2–2 | 1–0 | 3–0 | 1–3 | 1–1 | 1–3 | 1–0 | 1–2 |
| CUF Barreiro         | 2–4 | 0–2 | 1–2 | 0–2 | 2–2 | 3–1 | —   | 2–0 | 5–3 | 2–1 | 2–1 | 3–3 | 1–2 | 7–1 |
| Lusitano             | 1–0 | 3–1 | 3–2 | 4–0 | 3–2 | 1–2 | 4–2 | —   | 3–1 | 0–2 | 5–0 | 1–1 | 3–1 | 0–1 |
| Oriental             | 1–3 | 2–1 | 0–1 | 0–0 | 1–1 | 0–0 | 1–2 | 2–1 | —   | 1–2 | 3–2 | 0–5 | 0–1 | 0–0 |
| Porto                | 4–2 | 3–0 | 4–1 | 1–0 | 4–2 | 3–1 | 4–0 | 1–0 | 5–0 | —   | 5–1 | 2–1 | 1–1 | 5–0 |
| Salgueiros           | 2–3 | 1–2 | 2–0 | 1–3 | 0–0 | 5–2 | 4–0 | 5–0 | 4–1 | 1–2 | —   | 0–1 | 3–1 | 4–0 |
| Sporting de Portugal | 1–1 | 7–1 | 3–2 | 2–0 | 3–0 | 3–0 | 5–0 | 3–0 | 5–0 | 3–0 | 5–0 | —   | 6–1 | 2–2 |
| Torreense            | 2–1 | 0–0 | 2–1 | 1–3 | 1–0 | 1–0 | 1–0 | 2–1 | 3–1 | 0–1 | 1–0 | 0–3 | —   | 1–3 |
| Vitória Setúbal      | 1–0 | 3–1 | 1–1 | 1–6 | 4–0 | 5–2 | 2–0 | 1–1 | 0–1 | 0–1 | 3–1 | 2–4 | 1–3 | —   |